# María Acaso
María Acaso (1970.) es una profesora e investigadora española especializada en el área de Educación Artística.
Desde la Universidad Complutense de Madrid, donde trabaja desde 1994, y desde 2018 en el Área de Educación del Museo Nacional Centro de Arte Reina Sofía, su principal interés se ha centrado en impulsar la innovación en la enseñanza y el aprendizaje de las artes visuales a través de formatos y contenidos disruptivos.
Su proyecto intelectual consiste en hibridar la pedagogía y la educación artística con otras áreas de conocimiento mezclando la semiótica, la filosofía, el arte emergente y el nuevo feminismo para llegar a metodologías que, una vez desarrolladas en la realidad, conecten la práctica educativa con la sociedad posmoderna que nos rodea. Más en concreto, considera que es necesario que los procesos educativos se contaminen de los artísticos y viceversa.
En calidad de experta en estos temas ha participado como investigadora invitada en las universidades de Stanford, Harvard, The School of the Arts Institute of Chicago, Bergen Academy of Art and Design KHIB y el Museo Getty. Como ponente, ha sido invitada por diferentes instituciones, como la The New School (NY), Culturgest (Lisboa) o el Museo de Antioquia en Medellín (Colombia).
De forma concreta, ha desarrollado  una metodología de implementación denominada como Método Placenta (2009) desde la que intenta desplazar a la denominada pedagogía por objetivos, el sistema de organización curricular más utilizado en Occidente para la implementación de proyectos pedagógicos.
Desde 2010 forma parte de Pedagogías Invisibles, colectivo de investigadores sobre Educación Artística, desde donde ha diseñado, construido e implementado varios eventos como Edupunk y posuniveridad ¿son necesarios los doctorados en tiempos de Facebook? (2011) o ¿Quién piensa esta silla que eres tú? (2010), el primero junto con el profesor argentino Alejandro Piscitelli y el segundo con la profesora norteamericana Elizabeth Ellsworth a los que considera, además de amigos, principales impulsores de su trabajo.[cita requerida]
Desde 2018 es Jefa del Área de Educación del Museo Nacional Centro de Arte Reina Sofía.

## Libros
2023
- Y a lo mejor contarlo. Cómo recuperar el eros. Paidós.[6]

2017
- Art Thinking. Cómo el arte puede transformar la educación. Paidós

2013
- Reduvolution: hacer la revolución en la educación. Paidós

2011
- El aprendizaje de lo inesperado. Catarata.
- Perspectivas. Situación actual de la educación en los museos de artes visuales. Ariel.
- Una educación sin cuerpo y sin órganos. Akal.

2009
- La educación artística no son manualidades. Catarata.

2006
- Esto no son las Torres Gemelas. Catarata.[7][8]
- El lenguaje visual. Paidós.[9]